# Fernando Meligeni
Fernando Meligeni (Buenos Aires, 12 aprile 1971) è un ex tennista brasiliano, in seguito commentatore sportivo.

## Biografia
Nato a Buenos Aires in Argentina, con la sua famiglia si trasferisce in Brasile all'età di quattro anni.
Ottenne il suo best ranking in singolare l'11 ottobre 1999 con la 25ª posizione mentre nel doppio divenne il 3 novembre 1997, il 34º del ranking ATP.
Specialista della terra battuta, ha ottenuto in carriera tre vittorie in tornei del circuito ATP, il primo dei quali nel 1995 a Båstad; in quell'occasione superò in finale in due set il norvegese Christian Ruud. Nel 1999 raggiunse la semifinale nell'Open di Francia dopo aver sconfitto l'australiano Patrick Rafter nel terzo turno e gli spagnoli Félix Mantilla e Àlex Corretja tra ottavi e quarti di finale. Venne poi superato dall'ucraino Andrij Medvedjev con il punteggio di 5-7, 6-3, 4-6, 6(6)–7.
In doppio ha vinto sette tornei ATP, gran parte dei quali in coppia con il connazionale Gustavo Kuerten.
Ha fatto parte della squadra brasiliana di Coppa Davis dal 1993 al 2002 con un bilancio di tredici vittorie e sedici sconfitte. Dal 2005 al 2007 è stato capitano del Brasile in Coppa Davis.
Ha due nipoti, Felipe Meligeni Alves e Carolina Meligeni Alves, tennisti come lui.

## Statistiche

### Singolare

#### Vittorie (3)
| Legenda                                                      |
| Grande Slam (0)                                              |
| ATP Tour World Championships / Tennis Masters Cup (0)        |
| ATP Super 9 / Tennis Masters Series (0)                      |
| ATP Championships Series / ATP International Series Gold (0) |
| ATP World Series / ATP International Series (3)              |

| Numero | Data           | Torneo                                         | Superficie  | Avversario in finale | Punteggio |
| 1.     | 10 luglio 1995 | Swedish Open, Båstad                           | Terra rossa | Christian Ruud       | 6-4, 6-4  |
| 2.     | 6 maggio 1996  | U.S. Men's Clay Court Championships, Pinehurst | Terra rossa | Mats Wilander        | 6-4, 6-2  |
| 3.     | 27 aprile 1998 | ATP Praga, Praga                               | Terra rossa | Sláva Doseděl        | 6-1, 6-4  |

| Legenda tornei minori |
| Challenger (7)        |
| Futures (0)           |

| Numero | Data             | Torneo                                    | Superficie  | Avversario in finale | Punteggio     |
| 1.     | 19 aprile 1993   | Aberto de São Paulo, San Paolo            | Terra rossa | Pablo Escribano      | 6-2, 6-1      |
| 2.     | 12 luglio 1993   | Campinas Challenger, Campinas             | Terra rossa | Luiz Mattar          | 6-4, 6-2      |
| 3.     | 6 settembre 1993 | Aberto de São Paulo, San Paolo            | Terra rossa | Nicolás Pereira      | 7-5, 6-2      |
| 4.     | 3 ottobre 1994   | Ribeirão Preto Challenger, Ribeirão Preto | Terra rossa | Luis Adrian Morejon  | 6-3, 6-3      |
| 5.     | 14 ottobre 1996  | Cairo Challenger, Il Cairo                | Terra rossa | Alberto Berasategui  | 3-6, 6-1, 6-2 |
| 6.     | 12 ottobre 1998  | Aberto de São Paulo, San Paolo            | Terra rossa | Marcelo Filippini    | 6-1, 6-4      |
| 7.     | 9 ottobre 2000   | Copa Ericsson Mexico, Guadalajara         | Terra rossa | Hugo Armando         | 7-5, 4-6, 6-4 |

#### Sconfitte in finale (3)
| Numero | Data              | Torneo                                     | Superficie  | Avversario in finale | Punteggio        |
| 1.     | 27 febbraio 1995  | Abierto Mexicano Telcel, Città del Messico | Terra rossa | Thomas Muster        | 6(4)–7, 5-7      |
| 2.     | 10 settembre 2001 | Brasil Open, Salvador                      | Cemento     | Jan Vacek            | 6-2, 6(2)–7, 3-6 |
| 3.     | 25 febbraio 2002  | Abierto Mexicano Telcel, Acapulco          | Terra rossa | Carlos Moyá          | 6(4)–7, 6(4)–7   |

### Doppio

#### Vittorie (7)
| Legenda                                                      |
| Grande Slam (0)                                              |
| ATP Tour World Championships / Tennis Masters Cup (0)        |
| ATP Super 9 / Tennis Masters Series (0)                      |
| ATP Championships Series / ATP International Series Gold (1) |
| ATP World Series / ATP International Series (6)              |

| Numero | Data            | Torneo                             | Superficie  | Compagno        | Avversari in finale                  | Punteggio     |
| 1.     | 4 novembre 1996 | Movistar Open, Santiago del Cile   | Terra rossa | Gustavo Kuerten | Dinu Pescariu Albert Portas          | 6-4, 6-2      |
| 2.     | 7 aprile 1997   | Estoril Open, Estoril              | Terra rossa | Gustavo Kuerten | Andrea Gaudenzi Filippo Messori      | 6-2, 6-2      |
| 3.     | 9 giugno 1997   | ATP Bologna Outdoor, Bologna       | Terra rossa | Gustavo Kuerten | Dave Randall Jack Waite              | 6-2, 7-5      |
| 4.     | 14 luglio 1997  | Mercedes Cup, Stoccarda            | Terra rossa | Gustavo Kuerten | Donald Johnson Francisco Montana     | 6-3, 6-7, 6-1 |
| 5.     | 27 ottobre 1997 | Cerveza Club Colombia Open, Bogotà | Terra rossa | Luis Lobo       | Karim Alami Maurice Ruah             | 6-1, 6-3      |
| 6.     | 6 luglio 1998   | Swiss Open Gstaad, Gstaad          | Terra rossa | Gustavo Kuerten | Daniel Orsanic Cyril Suk             | 6-4, 7-5      |
| 7.     | 22 marzo 1999   | Grand Prix Hassan II, Casablanca   | Terra rossa | Jaime Oncins    | Massimo Ardinghi Vincenzo Santopadre | 6-2, 6-3      |

| Legenda tornei minori |
| Challenger (3)        |
| Futures (0)           |

| Numero | Data             | Torneo                                                        | Superficie  | Compagno         | Avversari in finale              | Punteggio     |
| 1.     | 6 settembre 1993 | Aberto de São Paulo, San Paolo                                | Terra rossa | Danilo Marcelino | Martin Blackman Gastón Etlis     | 6-1, 7-5      |
| 2.     | 11 novembre 1996 | Campinas Challenger, Campinas                                 | Terra rossa | Gustavo Kuerten  | Pablo Albano Nicolás Lapentti    | 6-2, 6-4      |
| 3.     | 24 febbraio 1997 | Abierto Internacional de Salinas Diario El Universio, Salinas | Terra rossa | André Sá         | Donald Johnson Francisco Montana | 6-3, 3-6, 6-3 |